# Астафьев, Николай Андрианович
Николай Андрианович Астафьев (Чадин) (1889—1941) — советский скульптор.

## Биография
Николай Астафьев родился в 1889 году в Гдовском уезде Санкт-Петербургской губернии.
В 1920—1925 годах учился в Ленинграде во ВХУТЕМАСе (ныне Институт имени Репина) на скульптурном факультете.
С 1924 года участвовал в художественных выставках.
Основные его работы: портрет девочки (голова, гипс), «Бюст В. И. Ленина» (воск, 1920-е; гипс, 1940), «Бюст А. С. Макаренко» (гипс, конец 1920-х), «Перед расстрелом» (гипс, 1934), «В нарядной» (бронза, 1936), «На дозоре» (гипс, 1939), проект памятника на местах боёв с белофиннами (1940).
Погиб в 1941 году в блокадном Ленинграде (по другим данным — на фронте).

### Каталоги
- Отчетная выставка работ студентов и продукции производственного бюро Ленинградской АХ. Л., 1924, с. 17.
- Выставка заключительных работ студентов Ленинградской АХ. 1925. Л., 1925, с. 6, 22.
- Выставки картин Общества им. А. И. Куинджи. Л.: 1928, с. 3—4; 1930, с. 4.
- 1-я общегородская выставка изобразительного искусства. Л., 1930, с. 4.
- 1-я выставка ленинградских художников. Л., 1935, с. 46.
- Выставка молодых художников Ленинграда. Л., 1935, с. 16.
- ВХВ «Индустрия социализма». М., 1939, с. 93, 127.

### Периодика
- «Красная газета». Вечерний выпуск (Л.), 11.7.1934 (илл.).
- «Резец» (Л.), 1934, № 14, с. 17 (илл.).
- «Рабочий депутат» (Л.). 1935, № 5, с. 18 (илл.).
- «Архитектура Ленинграда». 1940. № 4, с. 7, 11 (илл.).
- «Ленинградская правда», 30.11.1941 (илл.).